# Przedpłużek

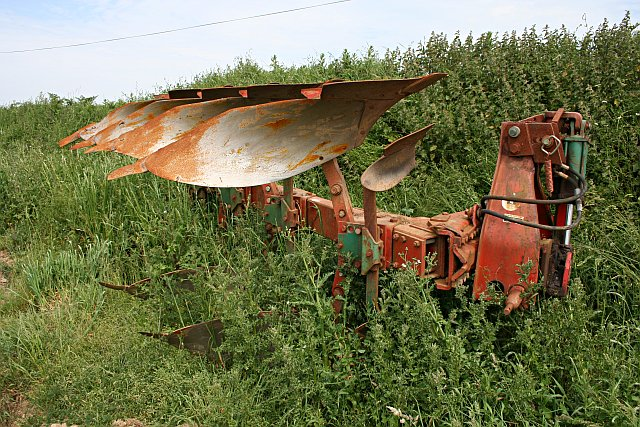
Pług obracalny z przedpłużkami

Przedpłużek – mały korpus płużny montowany przed korpusem głównym, służący do podcinania górnej warstwy roli, wraz ze znajdującymi się na niej resztkami roślinnymi, i przemieszczania jej na dno sąsiedniej bruzdy.
Przedpłużek ułatwia przyorywanie obornika, słomy i nawozów zielonych. Zwiększa też intensywność kruszenia skiby i stosowany jest tylko przy orce głębokiej. Podobną funkcję jak przedpłużek może pełnić także ścinacz listwowy. Szerokość robocza przedpłużka w stosunku do szerokości roboczej korpusu wynosi 0,3–0,7, a głębokość 0,3–0,5. W przedpłużku odpowiednikiem słupicy jest trzonek, przymocowywany jarzmem do ramy pługa lub do specjalnej obsady na ramie.
Odmianą przedpłużka jest przedpłużek opływowy (mierzwik). Może on pracować jako dodatkowy element pługa lub w formie szczątkowej być mocowany na słupicy. Wysoka pierś odkładnicy, zaginająca się do przodu i w stronę ścianki bruzdy, ułatwia zsuwanie się z nich obornika, słomy i resztek pożniwnych.